# Type 89 (автомат)
5,56-мм автомат Тип 89 (яп. 89式5.56mm小銃) — автомат, разработанный японской фирмой «Howa Machinery Company Ltd.» на основе американского автомата AR-18, который ранее производился данной компанией по лицензии.

## История
Автомат был принят на вооружение для замены в войсках 7,62-мм автоматической винтовки «тип 64» (однако перевооружение проходило постепенно). Поскольку в 2001—2004 гг. стоимость одного автомата «тип 89» составляла 3 тыс. долларов США, объёмы их производства были сравнительно невелики (в 2001 году были заказаны 2800 шт., в 2002 году — 2948 шт., в 2003 году — 3397 шт. и в 2004 году — 3254 шт.) и даже в 2004 году автоматы «тип 64» оставались на вооружении сухопутных войск.
Автоматы «тип 89» находились на вооружении японского контингента в Ираке.
6 декабря 2019 года Министерство обороны Японии объявило о начале реализации планов по замене автомата Type 89 на новую штурмовую винтовку под патрон 5,56. В 2020 году была разработана модель Тип 20, которая должна заменить Тип 89 в качестве служебной винтовки Японии.

## Описание
Автоматика Type 89 основана на отводе пороховых газов из канала ствола, запирание осуществляется поворотом затвора на 7 боевых упоров. Газовый поршень состоит из двух частей: головки, расположенной впереди и имеющей меньший относительно газового цилиндра диаметр, и более массивное тело поршня, расположенное примерно посередине цилиндра. Благодаря этому передача энергии от пороховых газов поршню происходит в два этапа, что способствует более плавной работе механизмов и снижению их износа. Автомат снабжён затворной задержкой, соответствующая кнопка расположена слева.
УСМ позволяет вести стрельбу одиночными и непрерывными очередями, опционально возможна установка УСМ с дополнительным режимом стрельбы фиксированными очередями по три патрона. Предохранитель-переводчик расположен над пистолетной рукояткой справа.
Цевьё выполнено из алюминия, поверх которого расположены пластиковые накладки. Автомат снабжён складной двуногой сошкой. Также может крепиться штык-нож, а со ствола могут метаться винтовочные гранаты. Используемые магазины на 20 и 30 патронов идентичны по конструкции магазинам STANAG, но имеют слева отверстия для контроля за расходом боеприпасов.

## Варианты
- Type 89 — базовый вариант.

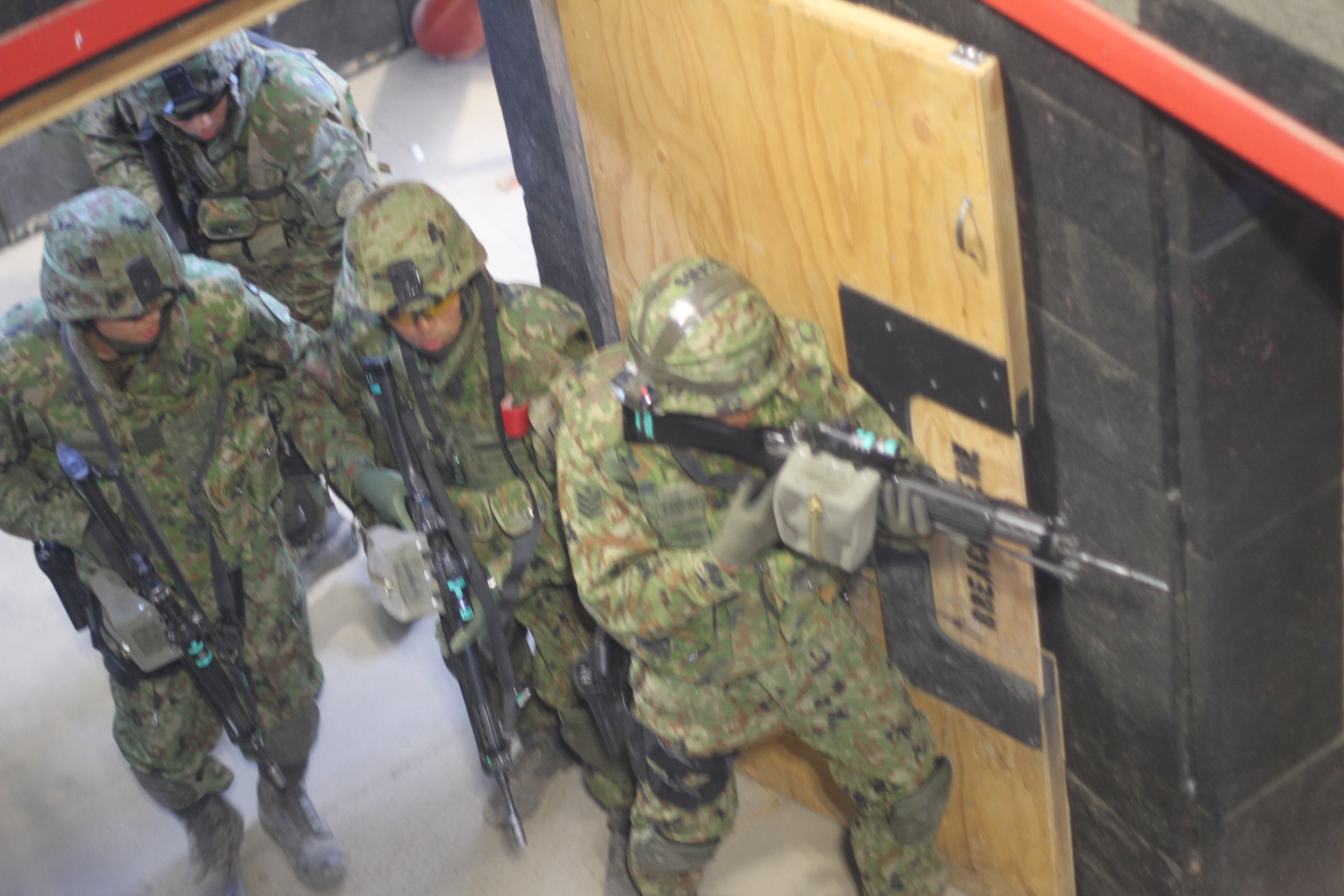
японские солдаты с автоматами «тип 89» на тренировке в учебном центре Якима. На автоматы установлены мешки для сбора стреляных гильз (4 сентября 2014)

- Type 89F (англ. Folding stock — складной приклад) или Type 89 Para — вариант со складным влево металлическим прикладом скелетной конструкции[1], предназначенный для вооружения десанта.
- Howa Type 89R — вариант с двухсторонним предохранителем-переводчиком и дополнительным режимом стрельбы с отсечкой по 3 выстрела, изначально предназначенный для японского контингента в Ираке.